# بیل ویولا
بیل ویولا (انگلیسی: Bill Viola؛ ۲۵ ژانویهٔ ۱۹۵۱ – ۱۲ ژوئیهٔ ۲۰۲۴) هنرمند هنر ویدئویی اهل ایالات متحده آمریکا بود.

## زندگی‌نامه
بیل ویولا در محله کویینز و دهکده وست بری نیویورک بزرگ شد. او در دوران کودکی هنگام سفر به همراه خانواده اش به یکی از مناطق کوهستانی در دریاچه‌ای تجربه نزدیک به غرق شدن در آب را داشته‌است که او آن را چنین تفسیر می‌کند: زیباترین دنیایی که در زندگی دیده‌ام، بدون احساس ترس و صلح‌آمیز.
او در سال ۱۹۷۳ با کسب مدرک کارشناسی هنرهای زیبا از دانشگاه سیراکیوز فارغ‌التحصیل شد و در کارگاه‌های تجربی کالج هنرهای بصری و نمایشی که شامل شرکت در برنامه سیتروس تی وی بود آموزش دید.

## زندگی‌نامهٔ هنری
اولین تجربهٔ شغلی او اشتغال در موزه هنر اورسن به عنوان تکنیسین ویدیو بود. از سال ۱۹۸۰ تا ۱۹۷۳ او با گروه جدید موسیقی «رین فارست» دیوید تیودر همکاری نمود.COMPOSERS INSIDE ELECTRONICS
در سال ۱۹۷۶–۱۹۷۴ او مدیر فنی استودیوی معروف Art/tapes/22 در شهر فلورانس ایتالیا بود در آنجا با هنرمندان هنر ویدئویی ایتالیا، بروک نومن و ویتو آکونسی آشنا شد. بیل ویولا در سال‌های ۱۹۸۳–۱۹۷۶هنرمند مهمان در کارگاه تلویزیونی WNET 13 نیویورک بود. در سال‌های ۱۹۷۷–۱۹۷۶ برای ضبط برنامه‌های هنری- بومی به جزایر سلیمان و اندونزی و جاوه سفرهایی کرد.
در سال ۱۹۷۷ برای نمایش یکی از کارهایش از سوی مدیر هنرهای بومی دانشگاه لا ترب، خانم  کیارا پروف  به شهر ملبورن استرالیا دعوت شد. این دیدار منجر به ازدواج با پروف و سفرهای و مشارکتهای هنری ممتد این دو زوج شد. در سال ۱۹۸۰ اوبا کمک هزینه تحصیلی تبادلات فرهنگی یکسال و نیم در ژاپن زیست و مذهب بودیسم را با کمک استاد مکتب ذن داین تاناکا مطالعه کرد. در طی این مدت او هنرمند مهمان کارگاه‌های آتسوگی شرکت سونی بود.
در سال ۱۹۸۳ در انستیتوی هنرهای کالیفرنیا به تدریس هنر ویدیوی –پیشرفته پرداخت.
در سال ۱۹۹۵ او در ۴۶-مین دوسالانه ونیز از طرف کشور آمریکا با مجموعهٔ هنر ویدئویی اسرار دفن شده (Buried Secrets) شرکت کرد. این مجموعه در بر گیرندهٔ یکی از معروف‌ترین کارهایش  The Greeting  بود که بر اساس صحنه تابلوی دیدار پونتورمو نقاش قرن ۱۶-م با استفاده از سه هنرپیشه واقعه مذهبی کتاب انجیل (دیدار مریم مقدس با الیزابت) را بصورتی امروزی تر به نمایش می‌گذارد.Bill Viola: The Passions
در سال ۱۹۹۸ او پژوهشگر مقیم مؤسسهٔ تحقیقات پل گتی بود . Scholars Program and Research Projects در سال ۲۰۰۰ به عضویت آکادمی هنر و علوم آمریکا درآمد. در سال ۲۰۰۲ مجموعهٔ نقاشی دیواری دیجیتالی Going Forth By Day را که سفارش موزه گوگنهایم آلمان و موزه گوگنهایم نیویورک بود را به اتمام رساند.
در کنار کارهای با تم‌های احساسی ویولا که فضای مادی ندارند کارهای دیگر او بر اساس شیوه بیان حسی و کمپوزیسیونهایی است که از هنر کلاسیک و هنر قرون وسطایی الهام گرفته‌است. کار "اتاق کاترین-۲۰۰۱" او صحنه‌های مشابهی با "کاترین مقدس در حال دعا -۱۳۹۳ " اثر نقاش معروف " آندره آ د بارتلمی" دارد. این کار در پنج صفحهٔ نمایش LCD صاف در دیوار جاسازی شده‌است.
نمایشگاه‌های متعدد او در ناشنال گالری لندن، گوگنهایم برلین، موزه گوگنهایم نیویورک، موزهٔ هنرهای آمریکایی ویتنی، گتی لوس آنجلس و موزهٔ متروپولیتن نیویورک نموداری است برای معرفی وی به عنوان یک هنرمند معاصر و مشهور.
در ۱۱ ماه مه ۲۰۰۹ بیل ویولا بیست ویکمین جایزه بین‌المللی کاتالونیا را از سوی طرف دولت خود مختار کاتالونیا دریافت کرد. این جایزه به کسانی تعلق می‌گیرد که مشارکت چشمگیری در توسعه فعالیت‌های هنری، علمی و ارزش‌های انسانی داشته‌اند.

## دیدگاه‌های هنری
هنرش بیشتر موضوعات اساسی ذهن خودآگاه و تجارب انسانی از جمله پدیده‌های تولد، مرگ، عشق، احساس و معنویت را لمس می‌کند. در جریان کارهای هنری او به تناوب از رسوم دینی و معنوی بودیسم، ذن، باورهای معنوی مسیحیت وصوفیگری در اسلام الهام گرفته‌است. همچنین موضوع و روش هنر معنوی قرون وسطا ورنسانس گرایش‌های زیبایی شناختیش را شکل داده‌اند. فلسفه‌ای که او در کارهایش دایماً به آن می‌پردازد بررسی دو موقعیت متضاد در کنار هم است ،دوگانه‌گرایی عقیده‌ای که می‌پندارد فهم یک پدیده با متضاد آن قابل فهم می‌شود برای مثال اکثر کارهایش تم‌های زندگی و مرگ، روشنایی و تاریکی، تنش و آرامش، صدا و سکوت و غیره را لمس می‌کنند.
کارهایش به سه نوع تقسیم می‌شود:ذهنی، بصری و روش سوم ترکیب خاص ایندواست. بر اساس گفته‌های منتقد معروف جیمز گاردنر، کارهای ذهنی ویولا قابل فراموش شدن هستند مانند دیگر هنرهای ویدئویی به هر حال عقاید متضادی هم در این مورد موجود است، از سویی جیمز گاردنر معتقد است کارهای بصری ویولا مانند نقاب (The Veiling) و کارهای ترکیبی بصری و ذهن گرایانه او مانند (The Crossing) گیرا و بیاد ماندنی هستند.
کارهای ویولا اغلب کیفیت نقاشی گونه دارد استفاده از تصاویر با استفاده از حرکات آهسته دوربین در ویدیوهایش بیننده را به عمق معانی آن‌ها می‌برد. این روش او باعث برداشتهای متفاوت منتقدان هنر معاصر گشته، برخی کار او را به گویایی و بزرگنمایی نسبت می‌دهند. از سوی دیگر همین جاه طلبی او و به هدف گرفتن معنی و کوشش برای سر و کار داشتن با تم‌های مهمی از زندگی انسانی کارش را به وضوح قابل ستایش از سوی دیگر منتقدان، بینندگان و مجموعه داران هنری گردانده است.
موضوعاتی مهمی که وی مجذوب آن‌ها بود و کارهای اولیه اش را شکل بخشیدند تا به امروز هم همچنان ادامه می‌بابند. وسواس او برای تسخیر جوهرهٔ احساس در کارهایش بوسیلهٔ ضبط نمایش‌های احساسی اغراق شده از سال ۱۹۷۶ شروع شد. "The space between the teeth" ویدئویی است از خودش که فریاد می‌کشد وکار چهل و پنج ثانیه‌ای کوه خاموش او(Silent mountain) که دو هنرپیشه را در اوج اندوه نمایش می‌دهدو مربوط به کارهای مجموعهٔ احساسات (Passions)است که در سال ۲۰۰۱ خلق شد وهمان تم انسانی را دارد.
در حالیکه کارهای با تم‌های احساسی ویولا که فاقد همبستگی عینی هستند و فضای ارجایی مادی برای پذیرش ندارند کارهای دیگر او بر اساس درک هنر کلاسیک و قرون وسطی شکل گرفته گرفته‌است. اثر اتاق کاترین-۲۰۰۱ او صحنه‌های مشابهی با تابلوی نقاشی کاترین سیه‌نا اثر " آندره د بارتلمی" دارد.
در مورد کارهای ویلا نقد بسیار شده‌است از جمله مارجوری پرلاف که به نقدهای شاعرانه خود از کارهای نویسندگان و هنرمندان معاصر شهرت دارد معتقد است که می‌توان از تکنولوژی جدید و کامپیوتر برای خلق کارهای شاعرانه بهره جست او کارهای بیل ویولا را مورد ستایش قرار می‌دهد و آن را نمونه‌ای زیبا در استفادهٔ صحیح از امکانات تکنولوژی جدید می‌داند.

## پروژه‌های هنر ویدئویی
مجموعه‌های پنج نفری
مجموعه پنج نفری (The Quintet Series) که در واقع چهار فیلم ویدئویی مستقل است به نمایش احساسات پنج هنرپیشه با چنان حرکت آهسته دوربین می‌پردازد که تمامی جزئیات تغییر در احساسات چهرهٔ آنان نمایان می‌شود. این قطعات از آن نظر برای بینندگان چالش‌برانگیز است که برای دریابی تغییرات احساسی آنان چند دقیقه یا بیشتر باید تمرکز کرد. تحریف زمان و عدم استفاده از هرگونه صدا در جریان فیلم باورهای جدید ویولا را برای آنانی که برای اولین بار کارهای او را می‌بینند آشکار می‌سازد.
در سال ۲۰۰۰ ویلا با گروه موسیقی ناین اینچ نیلز با خوانندگی ترنت رزنور همکاری داشت و مجموعه ویدئویی برای سفرهای اجرایی آن‌ها تهیه دید. این مجموعهٔ ویدئویی از عکس‌های سه لتی تشکیل شده بود و تمرکز بر صحنه‌های آبی داشت و با اجرای موسیقی گروه هماهنگ بود.

## اقیانوس بدون ساحل
در سال ۲۰۰۷ بیل ویولا برای دومین بار برای حضور در دو سالانه ونیز فرا خوانده شد تا اثر اقیانوس بدون ساحل (An Ocean Without a Shore)خود را به نمایش بگذارد این نمایش ویدئویی بینندگانی بالغ بر ۶۰۰۰۰ نفر را به سوی خود جذب کرد. این اثر در محوطهٔ کوچک ولی بسیار مناسب کلیسای قرن شانزدهم سن گالو صحنه‌سازی شده بود و به موضوع مرگ و تولد انسان پرداخته است. در این اثر آدم‌های مختلفی بر روی سه مانیتور نصب شده در محراب سنگی کلیسا در مقابل پس زمینهٔ مشکی ظاهر می‌شوند از هر کدام از آن‌ها مانند آبشار پیاله‌های آب سرازیر می‌شود که مفهومی نمادین و معنی دوباره زنده شدن را دارد. ویولا می‌گوید این اثر در مورد ارتباط بین مرگ و زندگی است و مردگان هنگامی که در جریان آب قرار می‌گیرند دگربار از تاریکی به روشنایی آمده و زنده می‌شوند.Venice Biennale: A new work by Bill Viola

## مراعات
نمایش ویدئویی (observence) اثریست که نا حدی می‌تواند در ارتباط با واقعه ۱۱ سپتامبر ۲۰۰۱ ساخته شده باشد. در این اثر دوربین در سطح دید چشمی قرار می‌گیرد و مواجهه می‌شویم با چهره‌های آدمهایی در سنین مختلف. همچنانکه نمایش شروع می‌شود دوربین با مکسی بر روی هر چهره با حالتهای روانی متأثرکننده و در عین حال ساکت و غمگین بسوی چهره دیگر متمرکز شود.

## پروژهٔ تریستان
در سال ۲۰۰۴ او با دعوت پیتر سلار رهبر ارکستر قطعات ویدئویی پروژهٔ تریستان(The Tristan Project)را برای پس زمینهٔ اپرای تریستان و ایزولت اثر واگنر صحنه‌سازی کرد که با همان شیوه فیلم برداری آهسته از بازیگران، برای نمایش مفهوم داستان دگرگون شدهٔ واگنراستفاده کرده بود. به عنوان مثال صحنهٔ اول به عنوان یک صحنه مبسوط آیین تطهیر نمایش داده می‌شود که در آن شخصیتهای داستان قبل از آنکه وارد آب شوند لباس‌های خود را درمی‌آورند و خود را می‌شویند. بر اساس داستان واگنر دو شخصیت تریستان و ایزولت با آنکه به هم عشق می‌ورزند ولی عشق خود را به دلیل آنکه ایزولت نامزد دایی تریستان است نهان می‌سازند ولی در قطعه ویولا زمانی که آنان در آب فرومی‌روند و فکر می‌کنند در هر حال خواهند مرد احساس واقعی خود را نشان می‌دهند. سمبل‌های مورد استفاده ویولا آب و آتش در اینجا به خوبی نمایان است. این اثر اولین بار در دیزنی هال لوس آنجلس در سه شب متوالی در سال ۲۰۰۴ نمایش داده شد. سپس به صورت نمایشی کامل درسالن اپرای باستیل پاریس د ر نوامبر ۲۰۰۵ اجرا گردید. این قطعات در لندن بدون استفاده از موسیقی واگنر در ژوئن ۲۰۰۶ اجرا شد و با اجرای مجدد توأم با موسیقی بار دیگر به سالن دیزنی لوس آنجلس بازگشت و با نمایش‌ها بیشتر در لینکلن سنتر نیویورک سیتی و در فستیوال گرگیو رتردام در سال ۲۰۰۷ اجرا شد.

## پیکرهای‌های نورانی
در سال ۲۰۰۹ نمایشگاه انفرادی ویولا با عنوان "Bodies of light " در گالری جیمز کوهان نیویورک برگزار گردید. تصاویر ممتدی که مفهوم بیداری خاطرات زودگذر را بیان می‌کنند همچنین این نمایشگاه در بر گیرنده قطعه‌های با مفهوم دگردیسی اثر اقیانوس بدون ساحل او بود.

## استودیوی بیل ویولا
استودیوی بیل ویولا توسط همسرش کیرا پروف اداره می‌شود او مدیر اجرایی آنجاست و از سال ۱۹۷۸ در انجام چیدمانها و هنرهای ویدئویی ویولا مشارکت کرده‌است. تمامی نگارش‌های مربوط به استودیو توسط پروف ویرایش می‌شود.

## سه ساختمان داده‌های ویولا
به نظر ویولا سه ساختمان برای شرح الگوهای ساختمان داده‌ها وجود دارد و عبارتند از :شاخه بندی، ماتریس و شیرز و.
رایجترین الگو شاخه بندی است که در آن بیننده حرکتی پیش رونده از بالا به پایین در زمان را دارد. آن ساختمان خطی دارد و بیننده از نقطه A بسوی نقطه B با مسیری مشخص و مشابه با دیگر بینندگان به پیش می‌رود مثال آن گوگل است که کاربر با هدف مشخصی وارد سایت می‌شود یا از آن خارج می‌شود.
مدل ساختمان ماتریس پیش روی غیر خطی است و بیننده می‌تواند از هر نقطه‌ای وارد و به هر سویی حرکت کند و اما ناب‌ترین الگو شیرز یا مدل اسپاگتی است که تصادفی‌ترین مدل را ارائه می‌کند

## مرگ
ویولا بر اثر عوارض بیماری آلزایمر در خانه در لانگ بیچ، کالیفرنیا، در ۱۲ ژوئیهٔ ۲۰۲۴، در سن ۷۳ سالگی درگذشت.